# Сыч, Владимир Васильевич
Владимир Васильевич Сыч (8 ноября 1924 — 6 января 1986) — сержант Рабоче-крестьянской Красной Армии, участник Великой Отечественной войны, Герой Советского Союза (1944).

## Биография
Родился 8 ноября 1924 года в Сызрани. После окончания десяти классов школы работал на железной дороге. В сентябре 1942 года был призван на службу в Рабоче-крестьянскую Красную Армию. С августа 1943 года — на фронтах Великой Отечественной войны.
К сентябрю 1943 года гвардии сержант Владимир Сыч был пулемётчиком 200-го гвардейского стрелкового полка 68-й гвардейской стрелковой дивизии 40-й армии Воронежского фронта. Отличился во время битвы за Днепр. В ночь с 24 на 25 сентября 1943 года переправился через Днепр в районе села Балыко-Щучинка Кагарлыкского района Киевской области Украинской ССР и принял активное участие в боях за захват и удержание плацдарма на его западном берегу, отразив большое количество немецких контратак.
Указом Президиума Верховного Совета СССР «О присвоении звания Героя Советского Союза генералам, офицерскому, сержантскому и рядовому составу Красной Армии» от 10 января 1944 года за «образцовое выполнение боевых заданий командования на фронте борьбы с немецко-фашистскими захватчиками и проявленные при этом отвагу и геройство» был удостоен высокого звания Героя Советского Союза с вручением ордена Ленина и медали «Золотая Звезда».
После окончания войны был демобилизован. Проживал и работал в Кишинёве. Работал в краеведческом музее. Умер 6 января 1986 года Похоронен на Центральном кладбище в Кишинёве.
Был также награждён орденом Отечественной войны 1-й степени и рядом медалей.